# Antainambalana
De Antainambalana is een rivier in Madagaskar. De rivier bevindt zich in de regio Analanjirofo.
De rivier mondt uit in de Baai van Antongil in de Indische Oceaan, in het district Maroantsetra.
- Virtual International Authority File: 248765536